# 張井
張井（1776年—1835年），字儀九，號芥航，又號晴，又號畏堂、二竹齋。陝西省延安府膚施縣（今屬延安市寶塔區）人，清朝政治人物、水利學家。

## 生平
自幼天資聰穎，意氣豪邁灑脫。嘉慶三年（1798年），中式戊午科順天鄉試舉人。
六年（1801年）中式辛酉恩科會試，殿試位列第三甲第六十名同進士出身。以內閣中書用。
十一年（1806年），呈請改歸知縣原班銓選。
十四年（1809年）六月，授廣東瓊州府樂會縣知縣。
十八年（1813年），嘉慶帝引見，特命改調補河南汝寧府正陽縣知縣。在任辦案敏捷明快，整肅奸暴歹徒，使全縣治安肅安，百姓安居；振興文教，整修文昌宮。
二十一年（1816年），在正陽縣三年考績優異，經河南巡撫阮元奏請，調河南開封府祥符縣知縣，加知州銜。
二十四年（1819年）六月，由祥符縣知縣遷許州直隸州知州。七月，黃河在蘭陽縣、考城縣、儀封縣、陳留縣、祥符縣、中牟縣、武陟縣漫口，張井佐理搶工；當時馬營壩工程剛完成，又興大役，上下疲困，張井詳議撫卹官民各事宜，未受上級採用。監察御史彈劾張井參與搶工不力，下部議處。漳河於乾隆年間向南決口改道入洹河，常為水患；張井提議修復故河道，仍改向北流，上級未立即同意。不久後漳河向北決口，張井認為機不可失，再度提議，獲准。
二十五年（1820年），因襄辦馬營壩大工，加知府銜。以許州直隸州知州歷署彰德府、開封府、河南府知府。
道光元年（1821年）七月，回任許州直隸州知州。
三年（1823年），以許州直隸州知州署理汝寧府知府，賞給三品頂戴。受河南巡撫程祖洛舉薦，十二月擢開歸陳許道。
四年十一月二十四日（1825年1月12日），以三品銜署理河東河道總督。

### 河臣重任

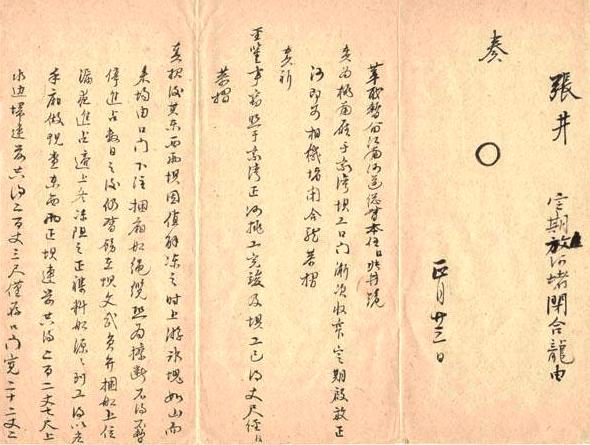
奏報于家灣決口情形摺

五年（1825年），秋汛安瀾之後，九月十六日，實授河東河道總督。此時蘭考到儀封工程的臨時柴壩漸漸傾危，前任東河總督嚴烺提議以碎石拋護，但河南土質帶沙，與江南不同，辦法懸疑未定，張井到任後獨斷奏請施行，後續工程因而鞏固。十月，增築加固黃河兩岸堤工，並修建泉河堤，疏濬各湖堤陡門、引渠，疏陳河工久遠的計劃：「今日之黃河，有防無治。每遇伏秋大汛，司河各官奔走搶救，竭蹶情形，惟日不足。及至水落霜清，則以目前可保無虞，不復求疏刷河身之策。漸致河底墊高，清水不能暢出，並誤漕運。又增盤壩起剝及海運等費，皆數十年來斤斤於築堤鑲埽，以防為治，而未深求治之之要有以致之也。當此河底未能疏濬之時，惟仍守舊規，以堤束水，而水不能攻沙，河身日形淤墊，必得有刷深之方，始可遂就下之性。」道光帝同意張井的想法切中時弊，命張井偕同兩江總督琦善、南河總督嚴烺、河南巡撫程祖洛共同赴江南河道會勘。原先琦善等人提議「改移海口以減黃、拋護石坡以蓄清」，張井認為灌河出海口屢改屢決，不可再輕易更改，即便修砌碎石坦坡，也有其流弊，必須從長計議。同月，增築河南十三廳、山東漕河、糧河二廳堤堰、壩戧各工程，中央都聽從張井的請求。張井又奏請完整勘閱河道，於是自商丘縣、虞城縣沿各廳南下測量海口。
六年（1826年）春季，黃河水位再度上漲，張井受命偕同兩江總督琦善、江南河道總督嚴烺會勘出海口。琦善、嚴烺知出海口不能更改，就條陳上奏五項建言，都是一時彌補缺漏的計策。張井奏言：「南河之病實自桃南北至山安海防地界，節節高仰，而距海尚遙，難於掣跌，外南禦黃壩積歲淤高，豐蕭以下各閘壩又以歲工圖便。目前輕於啟放，水分溜緩，沙壅河心；復因道光四年禦黃未堵，倒灌入運，溜愈分河愈高。事勢之窮，當思變通」「履勘下游，河病中滿，淤灘梗塞難疏，海口無可移改，請由安東東門工下北岸別築新堤，改北堤為南堤，相距八里十里，中挑引河，導河由北傍舊河行至絲網濱入海。河水高堤內灘丈五六尺，引河挑深一丈，則水勢高下幾三丈，形勢順利。自東門工至禦黃壩六十裡，去路既暢，上游可落水四五尺。黃落則御壩可啟，束清壩，挑清水，外出刷黃，底淤攻盡，黃可落至丈餘。湖水蓄七八尺，已為建瓴，石工易保。」道光帝讚許這個策略，下詔嘉獎張井有見識，於是以嚴烺處理高堰廳、山盱廳新建堤工掣肘卸責降為三品、調署河東河道總督。三月十二日，以張井接任江南河道總督，以淮揚道潘錫恩為南河副總河輔助張井經理計畫河務，並與琦善會議。
張井與琦善會議安東改河之時，琦善及其他反對者認為若採用改河避淤，東門工埽口門有外有舊拋碎石正當咽喉位置，恐有阻遏，窒礙難行。張井認為有碎石之處可移除其吳工碎石千餘方，但上下掣通後也絕對不致阻礙全河；然而反對者始終有質疑，張井最終也接受反對意見，與琦善以碎石阻礙為由奏請開啟王營減壩，等黃河水位減落後將正河挑挖掘深、疏通，放清水沖刷洗滌河身，再堵築堤壩將黃河挽歸正河河道。
道光帝已經允准後，給事中楊煊奏言：「啟放減壩，黃流湍急，鹽河勢難容納，恐滋流弊」，並援引例證「嘉慶中王家營減壩開，上下游州縣俱災。如止減黃不奪溜，何必奏籌撫卹？今奏啟減壩，至預及撫卹堵口事宜，即與從前情形無異。下壅上潰，不可不防。」再次發回兩江總督、南河總督詳議。
張井見到楊煊的奏疏之後又上奏：「嘉慶間減壩遇水後，次年黃仍倒灌，今河底淤高丈四五尺，豈如當時深通。兼以洪湖石工隱患甚多，本年二月，存水丈二尺八寸，遇風已多掣卸。秋後湖水止能蓄至三丈，冬令有耗無增，來年重運經行，必黃水止存二丈八九尺，清方高於黃一尺。若黃加高，即成倒灌。御黃壩外河底墊高，淤運淤湖，為害不小。且海州積水未消，鹽河遙堤地高，去路不暢，啟壩後河必抬高，徒深四邑之災，無補全河之病。請於減壩迤下安東門工上山安廳李工遙堤外築北堤，斜向趨東，仍與前議改河堤工相連，增長七千餘丈，挑河至八套即入正河。李工至八套舊堤長四萬一千丈，取直築堤，僅長三萬二千餘丈，可避東門碎石之阻。河減清高，漕行自利。督臣意以開放減壩已經奏定，不得以旁觀一言輒思變計，並臚列七難駁臣所議。臣已逐條致覆。」「煊稽考成案，於今昔情形似未周知。昔年開壩漫口時在五月，本年啟放定在霜後，來源無慮續漲。惟現據委員禀稱，去路未見通暢，是煊所奏不為無見。因思啟壩時水勢或可暢達，堵合後全河仍必抬高，恐徒深四邑之災，無補全河之病。請仍改河避淤。」奏摺呈入，道光帝斥責張井游移不定，並以改河為創舉，不准，仍採原本琦善議案。
秋季，開啟減壩，挑濬舊河道，漫口如期堵合，獲得褒獎。原先各河上游水壩閘門都有固定洩放標準水位，遇到秋季伏汛盛漲時，河道總督為了避險往往提早啟洩，造成大量農田損失；張井奏請水位超過定誌才能啟放，從此水量足夠刷深河道，田地也得以豐稔。
七年（1827年）正月，獲賞賜御書福字及鹿肉。春汛時，黃河河水倒灌，水位仍高於清水，禦黃壩突然間難以啟放，許多漕船擱淺，張井緊急創議並實行「灌塘濟運」。張井自請治罪，三月奉上諭：「琦善著拔去花翎，張井降為三品頂帶，潘錫恩降為四品頂帶，令其帶罪自贖，所有倒塘灌放各費，即著落該督等按成賠補，不准開銷。」命大學士蔣攸銛、尚書穆彰阿前往勘查。五月，黃河水位逐漸低落後，啟放禦黃壩，運河水位上升，漕運糧船才得以全數渡過。道光帝下詔斥責張井急於取得功績，拘泥於仿效舊例，卻也知道非張井之罪，從輕革去頂戴，留任，觀察後續情形。閏五月，奏報籌議漸次宣洩洪澤湖水，分查黃河上下游各處工程及搶護堤防情形，勘查洪澤湖水位並飭令督促認真修築湖工。
七月，奏報處暑各河湖水勢與工程平穩，白露黃河漲水消退各堤工搶護平穩。又與潘錫恩奏請修復蘇北運河劉老澗石滾壩、中河廳南縴堤、揚糧廳二廳東西縴堤及堤外石工，並移建昭關壩。道光帝派遣都統英和馳赴勘查後，決定移建昭關壩於原址北側三元宮的南面，其餘都如張井所請實行。
十月，中河廳鹽河閘底損壞，勘查後奏請移建並改作雙孔以資減漲利運。十一月，奏報籌防凌汛情形。十二月，奏報詳細陳述江南各湖泊河川應辦工程事項、核明淮陽道、淮海道二道挑南北起至海口兩岸加固大堤工程。
八年（1828年）正月，獲賞御書福字及鹿肉。疏陳緊要工程四項：「黃河接築海口長堤，並於下游多築埽壩以資刷掣；洪澤湖添建滾壩，加寬湖堤；南運河移建昭關壩，加幫兩岸纖堤；北運河修復劉老澗石滾壩，補還南岸纖堤。」道光帝命英和、蔣攸銛勘查，認為添築埽壩不能有效疏通積淤，海口築堤可以從緩辦理，其餘如張井建議實行。黃河出海口外海中有暗沙「攔門沙」，巡河官吏不會巡行到該處。張井乘船親自勘查，由海口長堤盡頭向東行駛約四刻鐘，南北都不見其他船隻時，當地人說該處便是攔門沙，測量得水深八尺，估計退潮水深四尺；有老漁民表示：「自乾隆至今，水勢只如此。惟海灘接漲海口益遠，沙亦外移。」張井回應：「沙有轉移，確無阻扼，河病果在中滿。乾隆時有海口水深四丈之說，知其誣矣。」令船員繼續向東航行，漁人說已近「閻王鼻」而水深不可測，才歸還。回程正好日落時分，水天浩渺無邊，風浪撞擊交錯；張井構思作〈泛海詩〉，之後據實奏報，道光帝非常嘉許。三月，奏明河工各汎官員管理堤壩工程應分段更改隸屬。四月，奏報挑挖運河事宜，得賞三品頂戴。五月，制定揚河廳高郵湖東岸減水壩分別啟閉的規章。七月，奏報伏汛安瀾，黃河、運河各處堤工搶護平穩，但洪澤湖水勢上漲，籌劃防範。九月，獲賞墨刻一分。以兩屆安瀾無事，恢復二品頂戴。
道光帝認為禦黃壩上下淤積厚度達一丈多，清水蓄水量不足，則禦黃壩終究無法開啟，上諭找機會恢復河湖原先舊制。下交張井等籌議，張井覆奏：「乾隆間湖高於河七八尺或丈餘，入夏拆展禦黃壩，水曳清刷淤，至冬始閉。嘉慶間，因河淤，改夏閉秋啟。而黃水偶漲，即行倒灌。今積淤日久，縱清水能出，止高於黃數寸及尺餘，暫開即閉，僅免倒灌，未能收刷淤之效。」道光帝不悅，詰問張井：「以昔證今，已成不可救藥之勢。為河督者，祗知水曳清水以保堰，閉御壩以免倒灌，增工請帑，但顧目前，不思經久，如國計何？如民生何？如後日何？」
揚河廳原本設有四壩入海但遙遠，必須淹過七縣才能入海；揚糧廳各壩匯入長江而路程短，嘉慶以來因長江、淮河、黃河常常同時漫漲，於是習慣上將入江與入海各壩一起啟放，張井卻秉持乾隆年間的作法，堅守四壩，漸次啟閉，而人民卻因此未受損害。十年（1830年），張井奏言：「淮水歸海之路不暢，請於揚糧廳之八塔舖、商家溝各斜挑一河，匯流入江，分減漲水，並拆除芒稻河東西閘，挑挖淤灘，可抵新辟一河之用。」道光帝聽從之。
十一年（1831年）六月，內閣覆議給事中劉光三所奏請加重吸食鴉片煙罪刑，張井奉旨嚴辦河道各級屬官買食鴉片者。七月，江蘇大水，黃河、淮河、洪澤湖、高郵湖同時暴漲，揚河廳十四堡及馬棚灣兩處漫溢，張井飭令開啟四壩，仍然狂風驟雨，致使潰堤，由下河入海。工部尚書朱士彥、穆彰阿趕赴江蘇勘災；張井自請議處，被降為三品頂戴。決口鄰近荷花塘，多軟爛淤泥難以施工，馬棚灣決口過大、簣土難尋、石塊卸塌、阢隉無根，乃於臨湖越作正河，兩面築攔河壩。一個月餘完工，未糜費公帑，漕船繞湖回空安穩。徐州道、淮揚道、淮海道、常鎮道四道各屬另案工程動工。十二月，堵塞決口。十二月二十七日（1832年1月29日）以江南河道總督兼署漕運總督。
十二年（1832年），移建高家堰信壩於夏家橋，改挑揚河普賢墩。七月，奏報立秋之後黃河水位驟漲，兩岸多處危急工程搶辦情形穩定。八月，黃河決口於河南祥符縣。九月，桃源縣奸民陳瑞趁著河水盛漲，聚眾盜挖于家灣大堤，放淤泥使田地增肥，導致決口失控，全部主溜注入洪澤湖。桃南廳通判田銳等人遭革職遣戍，張井遭革職留任。同月，祥符決口堵塞完成。
監察御史鮑文淳、宗人府府丞潘錫恩奏言黃河水入洪澤湖，恐有妨礙大運河河道之虞。道光帝命穆彰阿、陶澍會勘籌議。張井覆奏：「黃水入湖後，即由吳城七堡仍入黃河，僅淤沿堤，不及湖中，未入束清壩，不致病及運河。正河乾涸，正可將桃南、桃北兩廳間大加挑濬，除去中滿之患。」
河南黃河、沁水、洛水暴漲，危及各河湖。官民極力請求掘開攔湖壩，張井認為該地點跌塘太深恐成巨浸，毅然駁回，並說：「倘有不虞，自請正法，不相累也。」幕僚屬吏大驚失色，晝夜籌畫趕工，未滿三個月即完成各處工程，時人佩服其膽識。十二月，奏報于家灣正河挑浚情形以及黃河凌汛安瀾、湖河水勢工程平穩。
十三年（1833年）正月，奏報于家灣決口漸次收拾縮小、啟放正河、堵閉合龍各項辦理情形。二月，賞給四品頂戴。三月二十八日，以病免職。四月二十日，因麟慶丁母憂開缺，仍以張井署理南河總督。六月，奏報黃河水勢，各工程平穩、伏汛安瀾。九月，奏報霜降各河、湖安瀾。奉旨於九月二十六日欽奉頒發藏香前往各處河湖神廟告祭河神。十月離任。
十五年（1835年）四月，卒於陝西家中。

### 評價
- 《清史稿》評論：「井任兩河凡十年。初治南河，銳意任事，洎興大工，糜帑三百餘萬而無成效，仍為補苴之計，用灌塘法，較勝借黃之險。勤於修守，世稱其亞於黎世序云。」
- 《淮安府志》：「在官（南河）八年……孜孜規畫，無不曲中窽要；每巡視工所，嚴飭輿從一無所擾，時以為黎襄勤之亞。」
- 〈江南河道總督畏堂張公墓誌銘〉：「公既以長於治河受知聖主，破格超用，值河干連年多事，屢奉譴訶而聖心倚眷，久於其任，恩禮弗衰。公不能盡行其志，而拯危導滯、洞察機宜，其犖犖大端已不可勝書矣，非才識過人又赤心幹事而能然歟！……銘曰：『公蒞郡邑，先除非種以安善民；又善治獄，日數十事咸斷厥棼。蓄經世書，萃古今石，振筆萬言，天子大智用其所，獨命為河臣，改河巨議雖不果就，帝知公勤修河渠。』」

## 著作
- 《二竹齋詩文鈔》

## 家庭及關聯
- 曾祖：張聖教
- 祖：張續周
- 父：張元杰
- 子：張渼